# Orient (entreprise)
Pour les articles homonymes, voir Orient.
Orient Watch Company, Limited (オリエント時計株式会社, Oriento Tokei Kabushikigaisha), plus communément appelé Orient est la plus grande entreprise japonaise de production de montres mécaniques, créée en 1950 par Shogoro Yoshida.

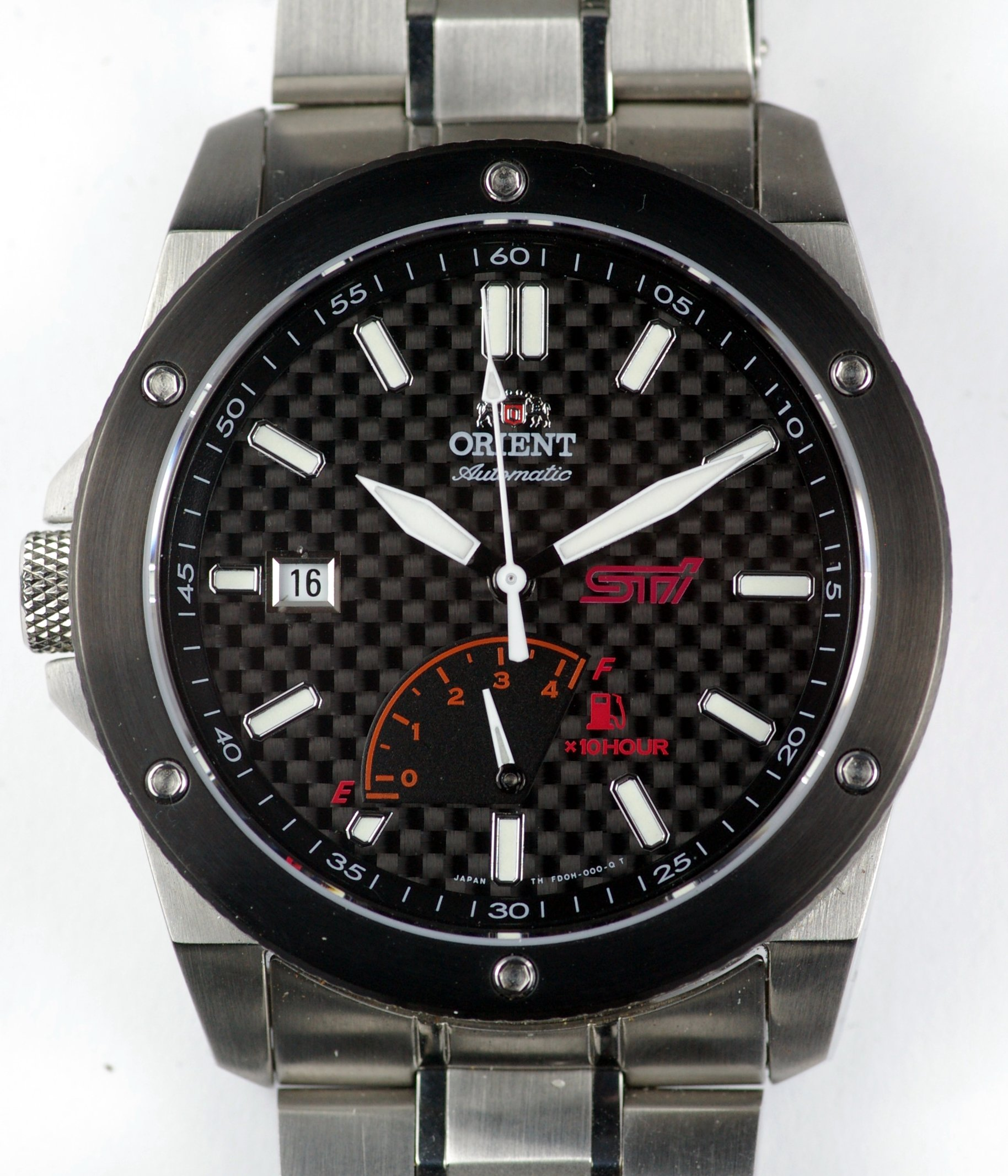
Montre mécanique Orient.

Orient a la particularité de produire en majorité des mouvements automatiques « in-house », ce qui en fait une manufacture horlogère.
La marque est composée de quatre gammes :
- Orient three stars

- Orient

- Orient Star : Une gamme au-dessus en termes de finitions avec mouvements décorés. Lancé en 1951. Ne prend pas le virage du quartz dans les années 1980[1].

- Royal Orient : La plus haute gamme de la marque.(n'existe plus)
- Orient Skeleton : Lancé en 2021, échappement en silicium[1].

Dans les années 1960, la marque développe des modèles pour la plongée sous-marine (Diver 1964).
En 2009, Orient devient une filiale exclusive de la Seiko Epson Corporation, détenant également la marque horlogère Seiko. La fusion est complétée en 2017.

## Galerie

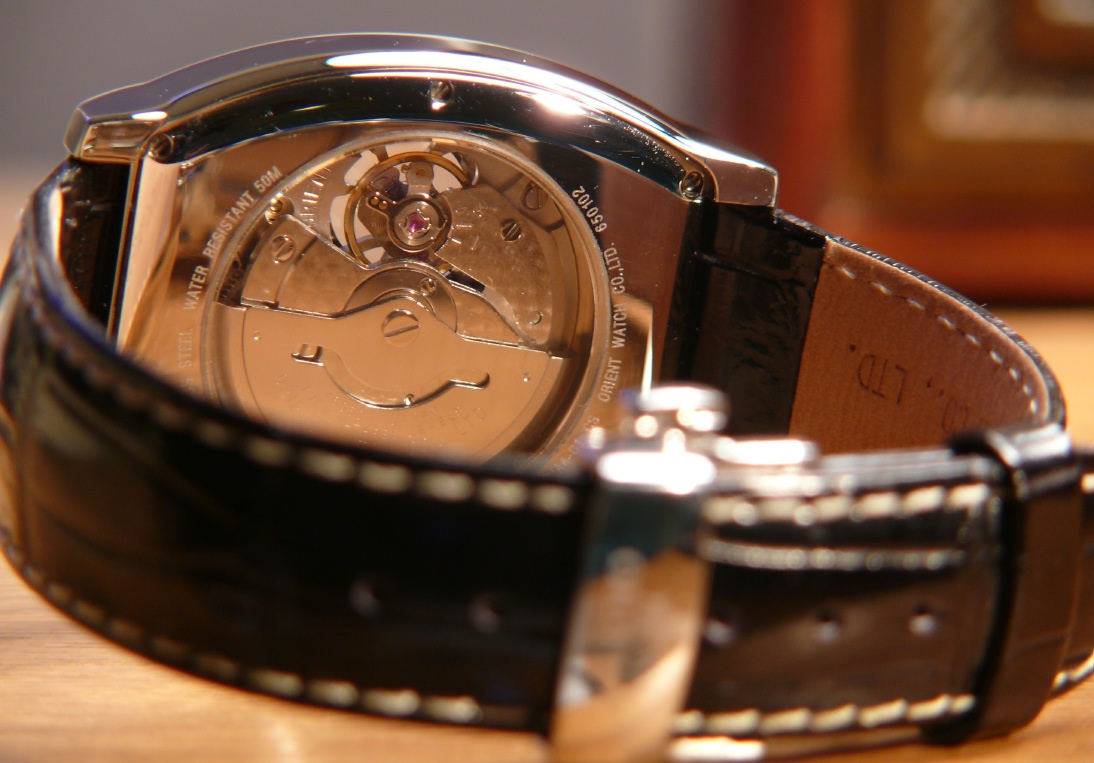
Fond transparent du modèle CFHAA004W

## Modèles phares
- Orient Bambino I, II, III et IV
- Orient Mako I et II
- Orient Symphony